# Fals (boghåndværk)
 For alternative betydninger, se Fals. (Se også artikler, som begynder med Fals)
En fals er et bogbinderudtryk for den kant der dannes ved foldning eller falsning af de trykark der videre skal blive til bøger, kataloger, foldere, brochurer og lignende.
Som fals betegnes også den rille der dannes for og bag mellem et bogbinds permer og ryg.
Fals kaldes endvidere en ombøjet strimmel papir eller shirting der tjener til dække over hæftesnorenes ender på bindpappet, eller danner en kant til fastklæbning af indhæftede plancher og kort.
Ansætningsfalsen er den smalle strimmel af forsatspapiret, som sidepappet sættes på.
Man kan lægge en fals med et fals- eller falseben.
- Trykarket er foldet eller falset en enkelt gang til folioformat
- Et foldet eller falset trykark, et læg[4]
- Rillen eller falsen mellem ryg og permer. "Dyb fals" og nederst "lav fals"
- Ombøjet kant, fals, på en strimmel papir til fastgørelse af forsatsbladet
- Tre falsben eller falseben.
De to til venstre er tildannede og olierede
- Manuel foldning eller falsning af arkene til format: folio (2°), kvart (4°), oktav (8°) osv.
- Ældre falsemaskine

## Foldningstyper
|  | 1. Viklefals − Wickelfalz (tysk) − Letter Fold / C-Fold / Tri-Fold (engelsk) 2. Portfals − Fensterfalz (Altarfalz) − Tri-Fold / Gate Fold 3. Ottesidet portfals − Achtseitiger Fensterfalz (Altarfalz) − Double Gate Fold / Roll Fold 4. Zig-zag fals − Leporello- oder Zickzackfalz − Z-Fold / Accordion (6-page) 5. Parallel midterfals − Parallelmittenfalz − Double Fold / Double Parallel Fold 6. Krydsfals − Kreuzfalz − French Fold / Double Right-Angle Fold |